# John Larch
John Larch (* 4. Oktober 1914 in Salem, Massachusetts; † 16. Oktober 2005 in Woodland Hills, Kalifornien) war ein US-amerikanischer Schauspieler.

## Leben
Larch war zunächst professioneller Baseballspieler. Als seine Karriere, die ihn allerdings nie in die Major League führte, sich ihrem Ende zuneigte, begann er eine Darstellerkarriere zunächst beim Hörfunk, wo er unter anderem 1953/1954 die Hauptrolle in Captain Starr of Space sprach. Seine Filmkarriere startete 1954 mit einer Nebenrolle im Western Der Rächer von Montana (Bitter Creek). Zunächst spielte er Autoritäten (meist war er als Polizist, Militärperson, Staatsanwalt oder Politiker besetzt) vor allem in Western und Kriegsfilmen, später auch in Krimis, Thrillern, Horror- sowie Fernsehfilmen und -serien. Zwischen 1982 und 1988 spielte er sporadisch die Rolle des Gerald Wilson in der Fernsehserie Der Denver-Clan. Bis zu seinem Karriereende 1990 in der Serie Dallas trat er in etwa 50 Film- und Fernsehrollen sowie in weit über 150 Gastrollen in Fernsehserien auf.

## Filmografie (Auswahl)
- 1953–1954: Space Patrol (Fernsehserie, 2 Folgen)
- 1954: Der Rächer von Montana (Bitter Creek)
- 1955: In die Enge getrieben (Tight Spot)
- 1955: Sieben Reiter der Rache (Seven Angry Men)
- 1955: Eine Stadt geht durch die Hölle (The Phenix City Story)
- 1955: Nackte Straßen (The Naked Street)
- 1955: Wolkenstürmer (The McConnell Story)
- 1955: Schakale der Unterwelt (Illegal)
- 1955–1961: Rauchende Colts (Gunsmoke, Fernsehserie, 7 Folgen)
- 1956: Blutige Hände (The Killer Is Loose)
- 1956: Der Siebente ist dran (Seven Men from Now)
- 1956: Verdammte hinter Gittern (Behind the High Wall)
- 1956: In den Wind geschrieben (Written on the Wind)
- 1956: Der Mann von Del Rio (Man from Del Rio)
- 1956: Schieß oder stirb! (Gun for a Coward)
- 1956–1961: Abenteuer im wilden Westen (Zane Grey Theater, Fernsehserie, 3 Folgen)
- 1957: Des Teufels Lohn (Man in the Shadow)
- 1958: Bis zur letzten Patrone (The Saga of Hemp Brown)
- 1958: Schieß zurück, Cowboy (From Hell to Texas)
- 1958: Der Texaner (The Texan, Fernsehserie, Folge 1x01)
- 1959: Bonanza (Fernsehserie, Folge 1x03 Die Neuankömmlinge)
- 1959–1961: Twilight Zone (The Twilight Zone, Fernsehserie, 3 Folgen)
- 1959/1962: Tausend Meilen Staub (Rawhide, Fernsehserie, 2 Folgen)
- 1960: Der zweite Mann (The Deputy, Fernsehserie, Folge 2x07)
- 1960/1962: Am Fuß der blauen Berge (Laramie, Fernsehserie, 2 Folgen)
- 1960–1962: Route 66 (Fernsehserie, 3 Folgen)
- 1961: Westlich von Santa Fé (The Rifleman, Fernsehserie, Folge 3x15)
- 1961/1962: Die Unbestechlichen (The Untouchables, Fernsehserie, 2 Folgen)
- 1962: Alfred Hitchcock präsentiert (Alfred Hitchcock Presents, Fernsehserie, Folge 7x15)
- 1962: Das war der Wilde Westen (How the West Was Won)
- 1962–1963: Gnadenlose Stadt (Naked City, Fernsehserie, 3 Folgen)
- 1962–1970: Die Leute von der Shiloh Ranch (The Virginian, Fernsehserie, 4 Folgen)
- 1963: Flucht der weißen Hengste (Miracle of the White Stallions)
- 1963–1964: Arrest and Trial (Fernsehserie, 27 Folgen)
- 1964/1967: Auf der Flucht (The Fugitive, Fernsehserie, 2 Folgen)
- 1966/1972: FBI (The F.B.I., Fernsehserie, 2 Folgen)
- 1967: Invasion von der Wega (The Invaders, Fernsehserie, Folge 1x04)
- 1967: Solo für O.N.C.E.L. (The Man from U.N.C.L.E., Fernsehserie, Folge 4x12)
- 1967: Daniel Boone (Fernsehserie, Folge 4x12)
- 1967/1975: Der Chef (Ironside, Fernsehserie, 2 Folgen)
- 1968: Rollkommando (The Wrecking Crew)
- 1968, 1979: Hawaii Fünf-Null (Hawaii Five-O, Fernsehserie, 2 Folgen)
- 1969: Hochwürden dreht sein größtes Ding (The Great Bank Robbery)
- 1969: Hail, Hero!
- 1970: Hopp, Hopp (Move)
- 1970: Kanonen für Cordoba (Cannon for Cordoba)
- 1970, 1972: Kobra, übernehmen Sie (Mission: Impossible, Fernsehserie, 2 Folgen)
- 1971: Alias Smith und Jones (Alias Smith and Jones, Fernsehserie, Folge 1x05)
- 1971: Sadistico (Play Misty for Me)
- 1971: Dirty Harry
- 1971/1973: Owen Marshall – Strafverteidiger (Owen Marshall, Fernsehserie, 2 Folgen)
- 1972–1973: Cannon (Fernsehserie, 3 Folgen)
- 1973: Santee, der Einzelgänger (Santee)
- 1974: Die Straßen von San Francisco (The Streets of San Francisco, Fernsehserie, Folge 2x20)
- 1974: Hawkins (Fernsehserie, Folge 1x07)
- 1974: Make-up und Pistolen (Police Woman, Fernsehserie, Folge 1x04)
- 1975: Ein Mann nimmt Rache (Framed)
- 1975: Bronk (Fernsehserie, Folge 1x09)
- 1976: Die Zwei mit dem Dreh (Switch, Fernsehserie, Folge 2x10)
- 1976: Mein Freund, der Roboter (Future Cop), Pilotfilm einer Fernsehserie
- 1977: Drei Engel für Charlie (Charlie’s Angels, Fernsehserie, Folge 1x13)
- 1977: Der Sechs-Millionen-Dollar-Mann (The Six Million Dollar Man, Fernsehserie, Folge 5x11)
- 1978: Die schwarze Liste (The Critical List, Fernsehfilm)
- 1978: Feuer aus dem All (A Fire in the Sky, Fernsehfilm)
- 1979: Quincy (Quincy, M.E., Fernsehserie, Folge 4x16)
- 1979: Amityville Horror (The Amityville Horror)
- 1979: Lou Grant (Fernsehserie, 2 Folgen)
- 1979/1980: Vegas (Vega$, Fernsehserie, 2 Folgen)
- 1980: Unsere kleine Farm (Little House on the Prairie, Fernsehserie, Folge 7x03)
- 1981: Ein Duke kommt selten allein (The Dukes of Hazzard, Fernsehserie, Folge 3x10)
- 1982: Die unglaubliche Reise in einem verrückten Raumschiff (Airplane II: The Sequel)
- 1982–1988: Der Denver-Clan (Dynasty, Fernsehserie, 7 Folgen)
- 1985–1990: Dallas (Fernsehserie, 7 Folgen)
- 1988: Simon & Simon (Fernsehserie, Folge 7x16 Schatten der Vergangenheit)
- 1989: Feuersturm und Asche (War and Remembrance, Miniserie, Folge 1x12)